# Кривский сельсовет (Гомельская область)
Кривский сельсовет (белор. Крыўскi сельсавет) — административная единица на территории Буда-Кошелёвского района Гомельской области Белоруссии. Административный центр — агрогородок Кривск.

## История
После второго укрупнения БССР с 8 декабря 1926 года сельсовет в составе Уваровичского района Гомельского округа БССР. После упразднения окружной системы 26 июля 1930 года в Уваровичском районе БССР. С 20 февраля 1938 года в составе Гомельской области. С 17 апреля 1962 года в составе Буда-Кошелёвского района.
В состав Кривского сельсовета входили до 1936 года посёлок Яночков, до 1969 года посёлок Будище, Дубровка, Угловой, до 1997 года посёлок Первомайский — в настоящее время не существуют.
16 декабря 2009 года в состав сельсовета включена территория упразднённого Ивольского сельсовета, в том числе деревни Ивольск, Лозки, Синичино, посёлки Дунай, Красная Площадь, Красный Лужок, Осов, Растеребы, Смоловые Лозки.
15 июня 2013 года на территории сельсовета упразднён посёлок Добрая Надежда.
13 января 2016 года на территории сельсовета упразднён посёлок Первобацунский.

## Состав
Кривский сельсовет включает 17 населённых пунктов:
- Бацунь — деревня
- Богомоловка — посёлок
- Дунай — посёлок
- Заречье — посёлок
- Ивольск — деревня
- Красная Площадь — посёлок
- Красный Лужок — посёлок
- Кривск — агрогородок
- Лозки — деревня
- Мотылевка — посёлок
- Осов — посёлок
- Победа — посёлок
- Поросль — посёлок
- Растеребы — посёлок
- Синичино — деревня
- Смоловые Лозки — посёлок
- Совет — посёлок

Упразднённые населённые пункты:
- Добрая Надежда — посёлок
- Первобацунский — посёлок